# Klassischer Liberalismus
Als Klassischer Liberalismus werden unterschiedliche frühe Formen des Liberalismus bezeichnet: zum einen die Lehren der philosophischen Theoretiker John Locke und Immanuel Kant, die den Liberalismus als politische Ideologie systematisch begründeten, zum anderen hat sich seit Beginn des 20. Jahrhunderts „klassischer Liberalismus“ auch als Bezeichnung für die wirtschaftspolitischen Vorstellungen der bedeutendsten Vertreter der klassischen Nationalökonomie und Freihandelslehre eingebürgert.

## Politik
Kennzeichnend für den klassischen Liberalismus in der Tradition Immanuel Kants, John Lockes und Montesquieu ist eine Legitimationstheorie für politische Herrschaft, die auf den Elementen Menschenrechte, Verfassung und vernünftiger Selbstbestimmung der Bürger beruht. Ein wesentlicher Grundwert für die Begründung öffentlicher Institutionen und für die Verfassung von Wirtschaft, Gesellschaft und Kultur ist die individuelle Freiheit. Wichtig für den klassischen Liberalismus ist außerdem der enge Zusammenhang zwischen wirtschaftlicher Freiheit (v. a. Privateigentum und Vertragsfreiheit) und politischer Freiheit. Im Unterschied zum Republikanismus spielen für den klassischen politischen Liberalismus Bürgertugenden keine bedeutende Rolle. Vielmehr vertraut er stärker auf rechtssichernde Institutionen, allgemeine Gesetze und unveräußerliche Grundrechte.
Berühmte Vertreter oder Vorläufer des klassischen Liberalismus waren neben den genannten auch der Theoretiker des Gesellschaftsvertrags Thomas Hobbes, der Demokratietheoretiker Alexis de Tocqueville, der Begründer des liberalen Bildungsideals Wilhelm von Humboldt und der für die Entwicklung des Nationalliberalismus einflussreiche Johann Gottlieb Fichte.
Inwiefern die Freie Demokratische Partei heute noch als politischer Arm des klassischen Liberalismus betrachtet werden kann, ist umstritten. Während Parteivorsitzender Christian Lindner noch 2015 öffentlich betonte, Deutschland fehle es an „klassisch liberalen Werten“, findet sich der Begriff bis heute nicht im Grundsatzprogramm der Partei. Stattdessen wird als Ziel die "soziale Marktwirtschaft" benannt. Zwischenzeitlich versuchten einige Mitglieder rund um den Bundestagsabgeordneten Frank Schäffler mit dem „Liberalen Aufbruch“ eine parteiinterne Plattform zu schaffen, um dem klassischen Liberalismus innerhalb der Partei zu neuer Stärke zu verhelfen, die weithin als gescheitert gilt. Seit 2023 wirbt der Verband „jung.liberal.kapitalistisch“ innerhalb der FDP und den Jungen Liberalen um Mitglieder, nach eigenen Angaben um das klassisch-liberale Profil der Partei zu stärken.

## Wirtschaft
Seit Beginn des 20. Jahrhunderts wird die Ende des 18. Jahrhunderts entstandene schottisch-englische Lehre der klassischen Nationalökonomie als Liberalismus bezeichnet. Diese wirtschaftspolitische Position wird heute oft ebenfalls mit der Bezeichnung „klassischer Liberalismus“ (auch Altliberalismus oder abwertend Paläoliberalismus) versehen. Sie löste die Anschauungen des Merkantilismus und des Physiokratismus ab. Wichtige Vertreter des klassischen Wirtschaftsliberalismus sind Adam Smith, David Ricardo, John Stuart Mill und Jean-Baptiste Say. Smith stellte dem auf unzähligen Staatseingriffen in die Wirtschaft beruhenden Merkantilismus einen wirtschaftlichen Liberalismus entgegen, der weitgehend dem freien Spiel der Kräfte vertraute. Die Autoren der klassischen Nationalökonomie traten politisch für eine Befreiung der Wirtschaftstätigkeiten von allen Beschränkungen des Zunft- und Feudalwesens ein. Gefordert wurden Wettbewerb, Freihandel, das Recht auf Privateigentum und Vertragsfreiheit. Der klassische Liberalismus wirtschaftlicher Prägung geht davon aus, dass der freie Markt als wirtschaftliche Ausprägung der Freiheit das optimale Steuerungsinstrument der Wirtschaft sei, das automatisch für eine optimale Ressourcenallokation sorge. Das eigennützige Streben des Einzelnen diene in einer freien Gesellschaft mit „unsichtbarer Hand“ per se dem Gemeinwohl. Für klassische Liberale hat sich der Staat auf drei Aufgaben zu beschränken: Gewährleistung der äußeren und inneren Sicherheit, die Bereitstellung eines unparteiischen Rechtswesens sowie die Unterhaltung potentiell unrentabler Dienste, wie z. B. der schulischen Ausbildung. Dies wird polemisch auch als „Nachtwächterstaat“ bezeichnet.
Nach Auffassung von Rudolf Walther ist die Gleichsetzung von Wirtschaftsliberalismus und Klassischer Nationalökonomie irreführend, da die Begründer der Nationalökonomen selbst den Terminus nicht verwendet haben und außerdem Differenzen zu heutigen Positionen des Wirtschaftsliberalismus beständen. Sachlich besteht jedoch ein dogmengeschichtlicher Zusammenhang.
Nach Karl-Hermann Flach war der Liberalismus für die frühen Theoretiker, wie Adam Smith und David Ricardo, keine Privilegien-Theorie, sondern eine Soziallehre, die von der These ausging, „dass der Fortschritt der Gesamtheit dann am wirksamsten wäre, wenn jeder Einzelne versuchen würde, das Beste zu erreichen.“ Nicht das Glück einiger Einzelner sei der Maßstab dieser Theoretiker, „sondern das Glück der Gesamtheit als Summe des Erfolges strebsamer Einzelner.“ Flach argumentiert, dass das „freie Spiel der Kräfte nicht zum vollkommenen Wettbewerb“ geführt habe, vielmehr wäre dieser zunehmend durch Kartelle und marktbeherrschende Konzentrationen eingeschränkt. Darum hätten sich Neoliberale wie Wilhelm Röpke und Walter Eucken „zum Recht auf Staatsintervention zur Herstellung und Wiederherstellung von Wettbewerb“ durchgerungen.

### Abgrenzung des Neoliberalismus vom Klassischen Wirtschaftsliberalismus
Mitte des 20. Jahrhunderts wurden die Bezeichnungen „Alt“- bzw. „Paläoliberalismus“ zur Abgrenzung des Neoliberalismus vom Klassischen Liberalismus (Wirtschaftsliberalismus) benutzt. Der Begriff Neoliberalismus wurde damals als Synonym zu Ordoliberalismus verwendet. Während Neoliberalismus seit den 1990er Jahren auch als Kampfbegriff gegen eine Politik eines unterstellten Marktfundamentalismus identifiziert wird, vertrat der (deutsche) Neoliberalismus damals die Gegenposition, indem er sich von dem rein marktwirtschaftlichen Denken des Klassischen Liberalismus abgrenzte.

„Mit dem Neoliberalismus teilen die Vertreter der Sozialen Marktwirtschaft die Überzeugung, daß der Altliberalismus zwar die Funktionsbedeutung des Wettbewerbs richtig gesehen hat, die sozialen und soziologischen Probleme jedoch nicht ausreichend beachtet.“

Alexander Rüstow benutzte die Bezeichnung Paläoliberalismus auch auf dem Colloque Walter Lippmann. Dort einigten sich die Teilnehmer auf den Begriff Neoliberalismus, der als Gegenbegriff für einen modernen Liberalismus stehen sollte, der sich vom Laissez-faire unterscheidet. Seitdem nutzen Autoren, aber auch z. B. Alexander Rüstow, Wilhelm Röpke und Alfred Müller-Armack die Bezeichnung Altliberalismus, um damit z. B. die Österreichische Schule von ihrer Konzeption des Neoliberalismus abzugrenzen.
Alexander Rüstow führte in seinem Werk Das Versagen des Wirtschaftsliberalismus als religionsgeschichtliches Problem (1945) den weltanschaulichen Hintergrund des klassischen Liberalismus und insbesondere die Vorstellung von der unsichtbaren Hand auf einen pseudoreligiösen allgemeinen Harmonieglauben zurück. Diese Überzeugung habe die Grundhaltung des laissez-faire hervorgerufen, nach der im Vertrauen auf eine mit der Schöpfung gesetzte prästabilisierte Harmonie die Welt ihrem freien Lauf überlassen werden sollte. Dieses Dogma hielt Rüstow für den entscheidenden Grund, warum der Wirtschaftsliberalismus des 19. Jahrhunderts auch angesichts offenkundiger Fehlentwicklungen nicht bereit war, Gegenmaßnahmen einzuleiten.

„Der Markt hat jedoch einen überwirtschaftlichen Rahmen, der durch Gesetze usw. gebildet wird, und innerhalb dieses Rahmens kann die Sache gar nicht planmäßig genug hergehen. (...) An dieser Planmäßigkeit des Rahmens, insbesondere auf dem Gebiet der Sozialpolitik, fehlt es leider Gottes noch sehr. Dadurch unterscheiden wir Neuliberalen uns ja von den Altliberalen, daß wir uns der Notwendigkeit des Rahmens und seiner Gestaltung bewußt sind. Leider wird dieser Unterschied dadurch verwischt, daß es eine Anzahl von Altliberalen, zum Teil von sehr intransigenten Altliberalen gibt, besonders in Amerika, die sich fälschlicherweise- und irreführenderweise 'Neuliberale' nennen und damit große Verwirrung stiften. Leider können wir dagegen nicht mit Patentprozessen und Markenschutz vorgehen.“

Friedrich August von Hayek sieht sich in der Verfassung der Freiheit (1960) „ganz explizit in der Nachfolge des klassischen Liberalismus Humes und Smiths und ihrer Vorstellung zur Evolutorik gesellschaftlicher Entwicklung.“ Der Ökonom John Kenneth Galbraith versteht dieses Werk Hayeks als anachronistischen Rückfall in die Gedankenwelt des Laissez-faire-Liberalismus des 19. Jahrhunderts. Ingo Pies dagegen betont, dass Hayek den Laissez-faire-Liberalismus systematisch ablehnte. Er wollte „keinen Minimalstaat, sondern einen zweckmäßig eingerichteten Verfassungsstaat, der Wirtschaftspolitik primär als Rechtssetzung betreibt.“
Auch Milton Friedman sah sich (später) als klassisch Liberaler, nicht als Neoliberaler.

## Kritik
Aus liberaler Seite von etwa John Rawls und John Stuart Mill selbst wird angezweifelt, ob wirtschaftliche Freiheiten denselben Status gewährt werden sollten wie Grundfreiheiten, worunter etwa die Gedankenfreiheit, Gewissensfreiheit, Meinungsfreiheit, Vereinigungsfreiheit, politische Freiheiten, Freiheit und Unversehrtheit der Person, freie Berufswahl und Recht auf persönliches Eigentum.
John Stuart Mill, der sich nach seinem Wandel gegen den klassischen Liberalismus wendete, sieht die wirtschaftlichen Freiheiten nicht gestützt durch sein „Freiheitsprinzip“, da Handel im Gegensatz zu Angelegenheiten der Grundfreiheiten soziale Akte und nicht notwendig sind, die Individualität zu verwirklichen und die eigenen menschlichen Fähigkeiten auszuüben. Laut Mill üben Bürger ihre Individualität aus, wenn diese nach einem Lebensplan aus Handlungen leben, die aus der freien Ausübung und Selbstentfaltung der höheren Fähigkeiten der Vernunft, des Verstandes, der schöpferischen Vorstellungskraft, Gefühle und moralische Empfindung besteht. Zudem gehört es zur Individualität, gemäß den Regeln der Gerechtigkeit das eigene Handeln zu regeln. Individualität ist essentieller Bestandteil der permanenten Interessen des Bürgers als progressives Wesen, was für Mills Grundlage für das Freiheitsprinzip bildet. Zwar hält er an dem freien Markt fest, aber unterscheidet zwischen dem ihn leitenden (Natur-)Gesetzen der wirtschaftlichen Produktion, die im freien Markt mit ihren Preisen universell eine effiziente Allokation zuweist und den Gesetzen der Verteilung, die sich aus gesellschaftlich festgelegten institutionelle Einrichtungen ergeben. So ist bei Mill die Rechtfertigung des freien Marktes nebst aus Gründen der freien Berufswahl ("Freiheit der Lebensgestaltung und des Geschmacks") losgelöst von der Einkommens- und Vermögensverteilung, die sich daraus ergeben. Damit ist also ohne Weiteres kein Recht auf absolutes Privateigentum gerechtfertigt, sondern lediglich auf qualifiziertes Privateigentum, falls sie effizient und für die Gesellschaft zweckmäßig sind. Beispielsweise können Vermächtnisse durch Besteuerungen und Land begrenzt werden, um Vermögensanhäufung und Ungleichheiten vorzubeugen, die Chancenungleichheiten verstärken können, was Erwägungen der Chancengleichheit die des Rechts auf Privateigentum und dem Vertragsrecht überordnet.